# Бельская Лука
Бельская Лука — деревня в Дедовичском районе Псковской области России. Входит в состав Шелонской волости.

## География
Деревня находится в восточной части Псковской области, в зоне хвойно-широколиственных лесов, к западу от реки Липни, на расстоянии примерно 8 километров (по прямой) к северо-северо-востоку (NNE) от посёлка городского типа Дедовичи, административного центра района.

### Климат
Климат характеризуется как переходный от морского к умеренно континентальному, со снежной мягкой зимой и прохладным летом. Средняя многолетняя температура самого холодного месяца (января) составляет −7,5°С, температура самого тёплого (июля) — +17,4°С. Среднегодовое количество осадков — 603 мм.

### Часовой пояс
Деревня Бельская Лука, как и вся Псковская область, находится в часовой зоне МСК (московское время). Смещение применяемого времени относительно UTC составляет +3:00.

## История
До 1 января 2006 года населённый пункт входил в состав Погостищенской волости, с 2006 по 2015 годы — в состав ныне упразднённой Дубишенской волости.

## Население
| 2002 | 2010 |
| ---- | ---- |
| 5    | ↘4   |

Согласно результатам переписи 2002 года, в национальной структуре населения русские составляли 100 %.